# 霍赫蘭奇山
47°21′46″N 15°25′27″E / 47.36278°N 15.42417°E

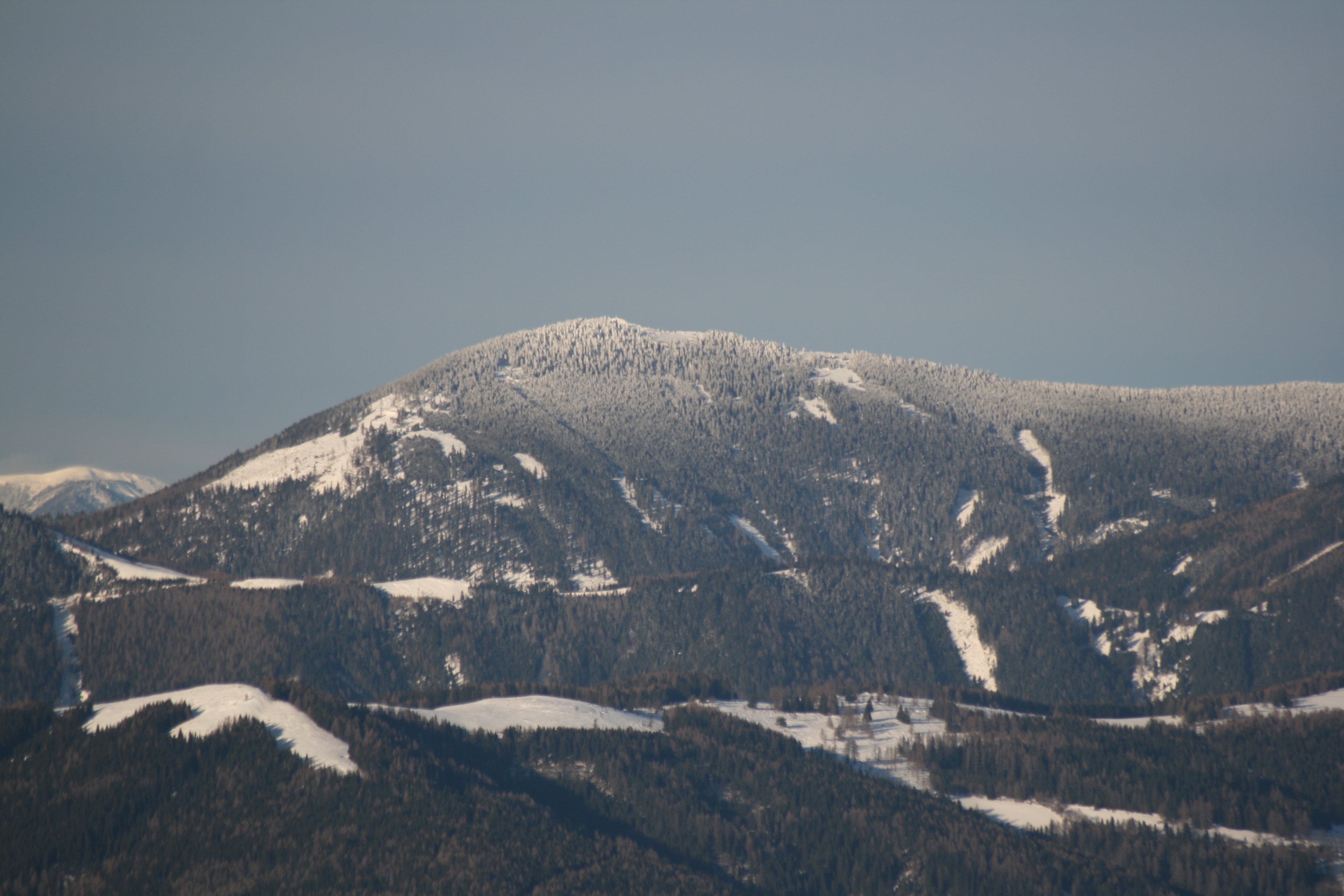

霍赫蘭奇山（德語：Hochlantsch），是奧地利的山峰，位於該國東南部，由施泰爾馬克州負責管轄，屬於穆爾以東前阿爾卑斯山脈的一部分，海拔高度1,720米，每年平均降雨量1,671毫米。